# 18987 Irani
18987 Irani è un asteroide della fascia principale. Scoperto nel 2000, presenta un'orbita caratterizzata da un semiasse maggiore pari a 2,2231801 UA e da un'eccentricità di 0,1705254, inclinata di 1,36664° rispetto all'eclittica.